# Arquidiócesis de Lingayén-Dagupan
La arquidiócesis de Lingayén-Dagupan (en latín: Archidioecesis Lingayensis-Dagupanensis, en inglés: Roman Catholic Archdiocese of Lingayen–Dagupan y en pangasinán: Arkidiocesis ti Lingayen-Dagupan) es una circunscripción eclesiástica de la Iglesia católica en Filipinas. Se trata de una arquidiócesis latina, sede metropolitana de la provincia eclesiástica de Lingayén-Dagupan. Desde el 8 de septiembre de 2009 su arzobispo es Socrates Buenaventura Villegas.

## Territorio y organización

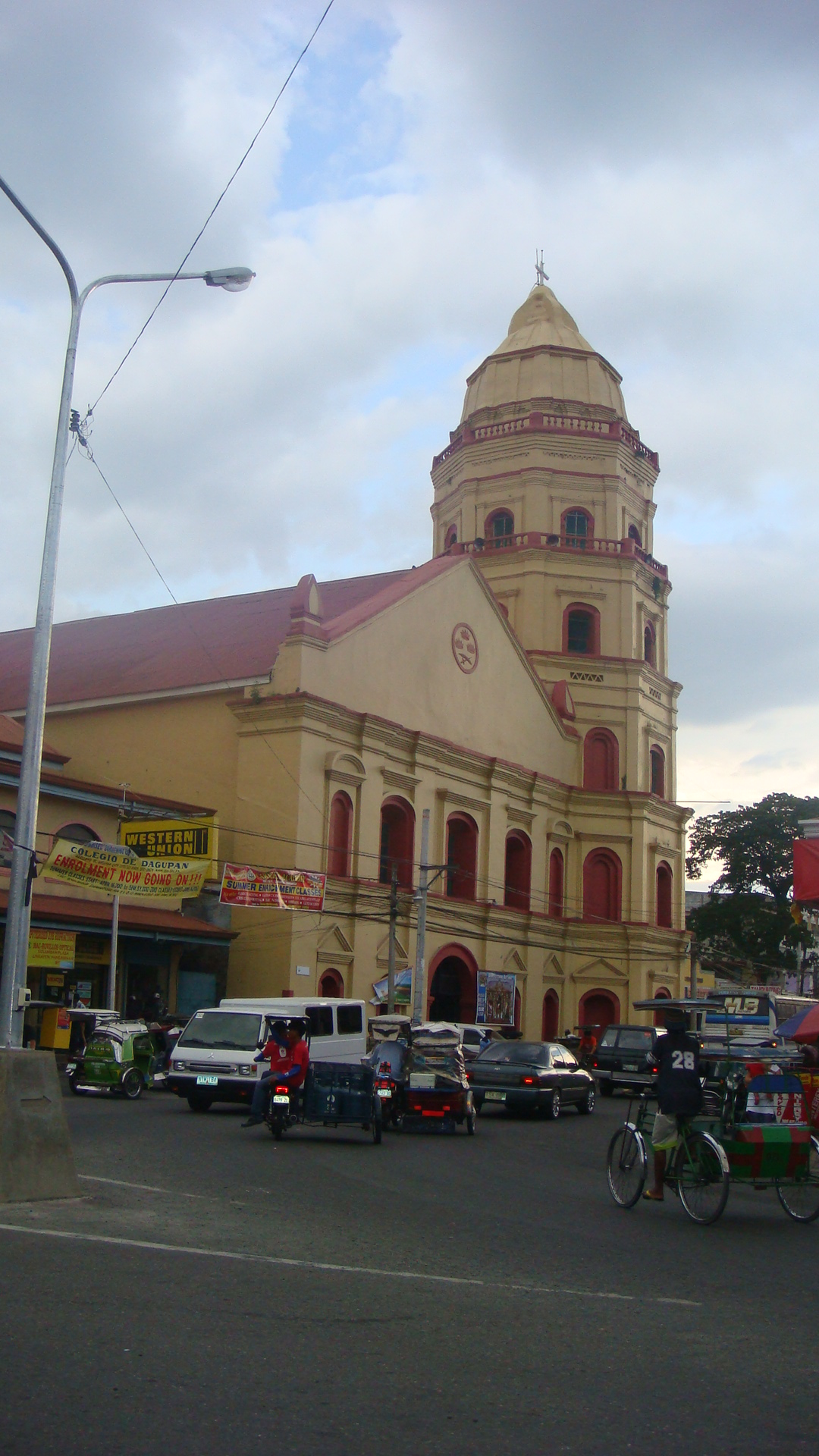
Concatedral de los Reyes Magos, Lingayén

La arquidiócesis tiene 5304 km² y extiende su jurisdicción sobre los fieles católicos de rito latino residentes en la región de Ilocos en 2 ciudades y 15 municipios en la parte central de la Provincia de Pangasinán en la isla de Luzón: Bautista, Basista, Bayambang, Calasiao, Binmaley, Dagupan, Laoac, Malasiqui, Lingayen, Mangaldan, Manaoag, Mapandán, San Carlos, San Jacinto, San Fabián, Santa Bárbara y Urbiztondo.

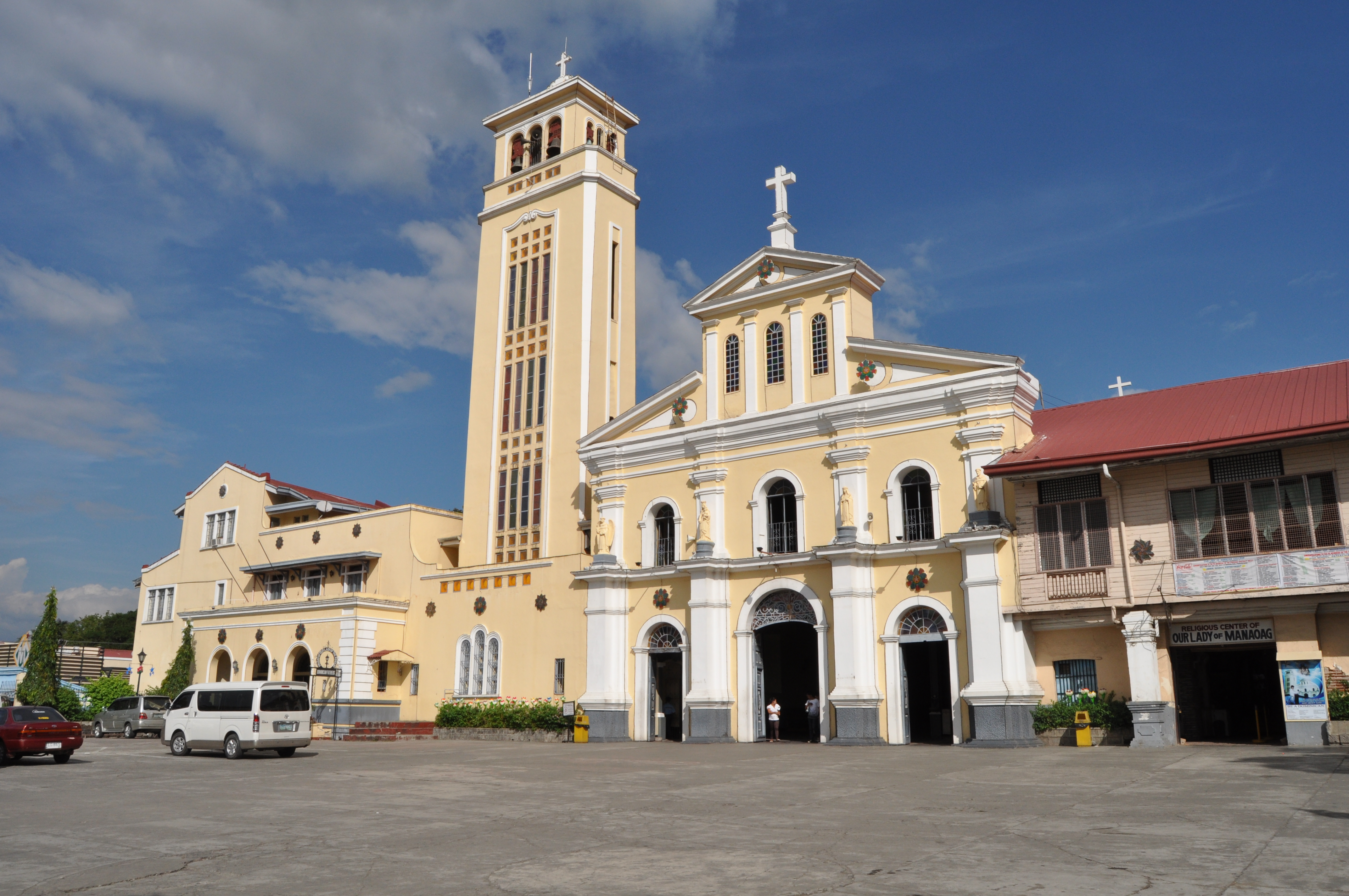
Basílica menor de Nuestra Señora del Rosario, Manáoag

La sede de la arquidiócesis se encuentra en la ciudad de Dagupan, en donde se halla la Catedral de San Juan. En Lingayén se halla la Concatedral de los Reyes Magos. En Manáoag se encuentra la basílica menor de Nuestra Señora del Rosario.
En 2019 en la arquidiócesis existían 51 parroquias agrupadas en 5 vicarías:
- Vicaría I, de los Santos Pedro y Pablo (Reina de los Apóstoles) Vicariate of Saints Peter and Paul (Queen of Apostles)
- Vicaría II, de la Epifanía del Señor (Reina de los Ángeles) Vicariate of Epiphany of Our Lord (Queen of Angels)
- Vicaría III, de  Santo Tomás de Aquino (Reina del Santo Rosario) Vicariate of Saint Thomas Aquinas (Queen of the Most Holy Rosary)
- Vicaría IV, de  Santo Domingo de Guzmán (Reina de la Paz) Vicariate of Saint Dominic of Guzman (Queen of Peace)
- Vicaría V, de  San Vicente Ferrer Vicariate of Saint Vincent Ferrer

La arquidiócesis tiene como sufragáneas a las diócesis de: Alaminos, Cabanatúan, San Fernando de La Unión, San José y Urdaneta.

## Historia
La diócesis de Lingayén fue erigida el 19 de mayo de 1928 durante la ocupación estadounidense de Filipinas con la bula Continuam omnium del papa Pío XI, obteniendo el territorio de la diócesis de Nueva Segovia (hoy arquidiócesis de Nueva Segovia) y de la arquidiócesis de Manila. Originalmente era sufragánea de la propia arquidiócesis de Manila.
El 11 de febrero de 1954, como resultado de la bula Exitiosum bellum del papa Pío XII, la sede episcopal fue trasladada de Lingayén a Dagupan y al mismo tiempo la diócesis asumió el nombre de diócesis de Lingayén-Dagupan.
El 12 de junio de 1955 cedió una parte de su territorio para la erección de la prelatura territorial de Iba (hoy diócesis de Iba) mediante la bula Venisse Christum del papa Pío XII.
El 16 de febrero de 1963 cedió otras porciones de territorio para la erección por el papa Juan XXIII de las diócesis de Cabanatúan (mediante la bula Exterior Ecclesiae) y Tarlac (mediante la bula Clarissimae famae) y al mismo tiempo fue elevada al rango de arquidiócesis metropolitana.
El 12 de enero de 1985 cedió nuevas porciones de territorio para la erección por el papa Juan Pablo II de las diócesis de Alaminos (mediante la bula De superna animarum) y Urdaneta (mediante la bula Non raro catholicorum).

## Estadísticas
Según el Anuario Pontificio 2020 la arquidiócesis tenía a fines de 2019 un total de 1 213 500 fieles bautizados.
| Año                                                                             | Población            | Población | Población      | Sacerdotes | Sacerdotes    | Sacerdotes    | Bautizados por sacerdote | Diáconos permanentes | Religiosos | Religiosos | Parroquias |
| Año                                                                             | Bautizados católicos | Total     | % de católicos | Total      | Clero secular | Clero regular | Bautizados por sacerdote | Diáconos permanentes | Varones    | Mujeres    | Parroquias |
| ------------------------------------------------------------------------------- | -------------------- | --------- | -------------- | ---------- | ------------- | ------------- | ------------------------ | -------------------- | ---------- | ---------- | ---------- |
| 1950                                                                            | 931 420              | 1 263 456 | 73.7           | 99         | 65            | 34            | 9408                     |                      | 18         | 45         | 75         |
| 1970                                                                            | 1 110 244            | 1 386 408 | 80.1           | 108        | 78            | 30            | 10 280                   |                      | 30         | 88         | 54         |
| 1980                                                                            | 1 295 754            | 1 677 627 | 77.2           | 109        | 92            | 17            | 11 887                   |                      | 17         | 75         | 64         |
| 1990                                                                            | 664 785              | 758 996   | 87.6           | 71         | 54            | 17            | 9363                     |                      | 21         | 31         | 24         |
| 1999                                                                            | 873 245              | 1 057 875 | 82.5           | 85         | 70            | 15            | 10 273                   |                      | 27         | 28         | 26         |
| 2000                                                                            | 873 245              | 1 057 875 | 82.5           | 82         | 70            | 12            | 10 649                   |                      | 24         | 28         | 26         |
| 2001                                                                            | 873 245              | 1 057 875 | 82.5           | 83         | 70            | 13            | 10 521                   |                      | 25         | 32         | 26         |
| 2002                                                                            | 873 245              | 1 057 875 | 82.5           | 79         | 68            | 11            | 11 053                   |                      | 29         | 33         | 26         |
| 2003                                                                            | 1 002 554            | 1 215 217 | 82.5           | 81         | 70            | 11            | 12 377                   |                      | 18         | 35         | 26         |
| 2004                                                                            | 1 002 000            | 1 215 000 | 82.5           | 74         | 63            | 11            | 13 540                   |                      | 29         | 32         | 26         |
| 2013                                                                            | 1 192 000            | 1 442 000 | 82.7           | 91         | 61            | 30            | 13 098                   |                      | 41         | 57         | 36         |
| 2016                                                                            | 1 156 000            | 1 393 000 | 83.0           | 118        | 79            | 39            | 9796                     |                      | 56         | 72         | 39         |
| 2019                                                                            | 1 213 500            | 1 462 400 | 83.0           | 120        | 82            | 38            | 10 112                   |                      | 55         | 80         | 51         |
| Fuente: Catholic-Hierarchy, que a su vez toma los datos del Anuario Pontificio. |                      |           |                |            |               |               |                          |                      |            |            |            |

## Episcopologio
- Cesar Maria Guerrero y Rodriguez † (22 de febrero de 1929-16 de diciembre de 1937 nombrado obispo auxiliar de Manila[nota 1])
- Mariano Madriaga † (17 de marzo de 1938-7 de febrero de 1973 renunció)
- Federico Guba Limon, S.V.D. † (7 de febrero de 1973 por sucesión-15 de julio de 1991 retirado)
- Oscar Valero Cruz † (15 de julio de 1991-8 de septiembre de 2009 retirado)
- Socrates Buenaventura Villegas, desde el 8 de septiembre de 2009